# Nudora thorakista
Nudora thorakista is een rondwormensoort uit de familie van de Monoposthiidae. De wetenschappelijke naam van de soort is voor het eerst geldig gepubliceerd in 1935 door Schulz.